# 日本银行券
日本銀行券（日语：／ Nihon (Nippon) Ginkō-ken */?），是日本的中央銀行──日本銀行所發行之一系列紙幣的名稱。除了部分已公告失效的鈔券之外，皆是日本國內無限法償的法定貨幣。

## 名稱
該鈔券的最初名稱為「日本銀行兌換銀券」，可憑該券於日本銀行兌換同面額之銀圓，但隨著日本銀行法於1942年5月開始實施，金本位制被正式廢除，不再將銀圓視為法定貨幣，因此原本寫有「兌換銀券」的名稱及「可兌換銀圓」的標示都被更改，並在隔年——即1943年推出改版紙鈔後便將其更名為「日本銀行券」至今。

## 概要
日本銀行券是國立印刷局（国立印刷局）印製，再由日本銀行根據日本銀行法發行。現時廣泛流通的日本銀行券是E券（一萬圓券、五千圓券、一千圓券）及D二千圓券。除了D二千圓券，其他D券已被急速回收。
現時在日本，紙幣都比硬幣（紀念硬幣除外）的價值為高，但在兌換制度尚在實行的時候，紙幣的出現卻只是為了舒緩硬幣的鑄造材料不足等問題。於是，以前曾出現1圓紙幣和1圓硬幣一起流通的情形。但現在日本政府及日本銀行已避免發行相同面額的硬幣及紙幣，例如在1982年發行500圓硬幣時，C500圓券便在1985被中止印製。

## 編號
每張日本銀行券上均有個別的編號，一般來說相同編號的紙幣並不存在。但是，當所有編號給用盡之後需要重新使用的話，紙幣的編號會以另一種顏色印製，以資識別。通常以黑色、藍色、褐色、綠色4種顏色分類。C一千圓券（伊藤博文）便有黑色及藍色編號的版本，而D一萬圓券（福澤諭吉）和D五千圓券（新渡戶稻造）的編號則先以黑色印製，之後則使用褐色。至於D一千圓券（夏目漱石）更曾經使用過4種顏色。也有因印製失誤，使同顏色同編號的錯體版紙幣流到市面。

## 設計
為了防止偽造，原則上日本銀行券的設計會每20年更改一次。每當更改設計的時候，通常會引入當時最新的技術，作為防偽對策。有時即使沒有更改設計，也會加入如微型文字等防偽特徵。1984年以前，日本銀行券多以聖德太子作為設計。但是相隔20年後在2004年11月，10,000日圓券、5,000日圓券及1,000日圓券3個面額的紙幣終於更改設計。
近年，為了加強防止偽造紙幣，除了D二千日圓券發行前的紙幣已有的浮水印肖像及微型文字以外，從2000年發行的D二千日圓券起發行的紙幣，均會採用潜像模樣、珠光墨、光學變化油墨。在2004年發行的E一萬日圓券、E五千日圓券以及E一千日圓券，採用了一部份D二千日圓券的新防偽特徵。浮水印的条形图案，在E一萬日圓券及E五千日圓券之上則採用了全息圖案。

## 日本銀行券一覽

### 發行中的紙幣
| 發行日期      | 圖案 | 圖案 | 券名      | 正面圖案           | 背面圖案                     | 大小(毫米) |
| 發行日期      | 正面 | 背面 | 券名      | 正面圖案           | 背面圖案                     | 大小(毫米) |
| ------------- | ---- | ---- | --------- | ------------------ | ---------------------------- | ---------- |
| 2004年11月1日 |      |      | E一萬圓券 | 福澤諭吉           | 鳳凰像(平等院)               | 76×160     |
| 2004年11月1日 |      |      | E五千圓券 | 樋口一葉           | 燕子花圖(尾形光琳)           | 76×156     |
| 2004年11月1日 |      |      | E一千圓券 | 野口英世           | 富士山・櫻花                 | 76×150     |
| 2000年7月19日 |      |      | D二千圓券 | 沖繩縣首里城守禮門 | 紫式部・源氏物語繪卷         | 76×154     |
| 2024年7月3日  |      |      | F一萬圓券 | 澀澤榮一           | 東京車站丸之內口             | 76×160     |
| 2024年7月3日  |      |      | F五千圓券 | 津田梅子           | 多花紫藤                     | 76×156     |
| 2024年7月3日  |      |      | F一千圓券 | 北里柴三郎         | 《富嶽三十六景》神奈川沖浪裏 | 76×150     |

### 停止发行，但仍可流通的紙幣
| 正面 | 反面 | 發行日期       | 券名       | 正面圖案             | 背面圖案              | 大小(毫米) |
| ---- | ---- | -------------- | ---------- | -------------------- | --------------------- | ---------- |
|      |      | 1984年11月1日  | D一萬圓券  | 福澤諭吉             | 雉                    | 76×160     |
|      |      | 1984年11月1日  | D五千圓券  | 新渡戶稻造           | 富士山                | 76×156     |
|      |      | 1984年11月1日  | D一千圓券  | 夏目漱石             | 丹頂鶴                | 76×150     |
|      |      | 1969年11月1日  | C五百圓券  | 岩倉具視             | 富士山                | 72×159     |
|      |      | 1963年11月1日  | C一千圓券  | 伊藤博文             | 日本銀行              | 76×164     |
|      |      | 1958年12月1日  | C一萬圓券  | 聖德太子             | 彩紋                  | 84×174     |
|      |      | 1957年10月1日  | C五千圓券  | 聖德太子             | 日本銀行              | 80×169     |
|      |      | 1953年12月1日  | B一百圓券  | 板垣退助             | 國會議事堂            | 76×148     |
|      |      | 1951年12月1日  | B五十圓券  | 高橋是清             | 日本銀行本店本館      | 68×144     |
|      |      | 1951年4月2日   | B五百圓券  | 岩倉具視             | 富士山                | 76×156     |
|      |      | 1950年1月7日   | B一千圓券  | 聖德太子             | 法隆寺夢殿            | 76×164     |
|      |      | 1946年3月20日  | A壹圓券    | 二宮尊德             | 彩紋                  | 68×124     |
|      |      | 1946年3月8日   | A五圓券    | 彩紋                 | 彩紋                  | 68×132     |
|      |      | 1946年3月1日   | A百圓券    | 聖徳太子與法隆寺夢殿 | 西院伽藍全景          | 93×162     |
|      |      | 1946年3月1日   | A拾圓券    | 國會議事堂與鳳凰     | 彩紋                  | 76×140     |
|      |      | 1943年12月15日 | い壹圓券   | 武內宿禰             | 宇倍神社              | 70×122     |
|      |      | 1889年5月1日   | 改造壹圓券 | 武内宿禰             | 一圓銀幣 英文兌換保證 | 85×145     |
|      |      | 1885年9月8日   | 舊壹圓券   | 大黑像               | 彩紋                  | 78×135     |

### 停止發行及流通的紙幣
| 正面 | 反面 | 發行日期         | 券名       | 表面圖案                  | 背面圖案         | 大小(毫米) |
| ---- | ---- | ---------------- | ---------- | ------------------------- | ---------------- | ---------- |
|      |      | 1948年5月25日    | A五錢券    | 梅花                      | 彩紋             | 48×94      |
|      |      | 1947年9月5日     | A拾錢券    | 斑鳩                      | 國會議事堂       | 52×100     |
|      |      | 1945年8月17日    | ろ百圓券   | 聖德太子                  | 法隆寺           | 93×162     |
|      |      | 1945年8月17日    | ろ拾圓券   | 和氣清麻呂                | 護王神社         | 81×142     |
|      |      | 1945年8月17日*** | 甲千圓券   | 日本武尊 建部神社         | 彩紋             | 100×172    |
|      |      | 1927年5月12日**  | 丙貳百圓券 | 武內宿禰                  | 彩紋             | 97×188     |
|      |      | 1942年1月6日*    | 丁貳百圓券 | 藤原鎌足 談山神社拜殿     | 談山神社十三重塔 | 97×165     |
|      |      | 1944年11月1日    | い拾錢券   | 八紘一宇塔                | 彩紋             | 51×106     |
|      |      | 1944年11月       | い五錢券   | 楠木正成                  | 彩紋             | 48×100     |
|      |      | 1944年3月20日    | い百圓券   | 聖德太子 法隆寺夢殿       | 法隆寺           | 93×163     |
|      |      | 1943年12月15日   | い拾圓券   | 和氣清麻呂                | 護王神社         | 81×142     |
|      |      | 1943年12月15日   | ろ五圓券   | 菅原道真 北野神社         | 彩紋             | 76×132     |
|      |      | 1942年1月6日     | い五圓券   | 菅原道真 北野神社         | 彩紋             | 76×132     |
|      |      | 1931年7月21日    | 乙貳拾圓券 | 藤原鎌足 談山神社十三重塔 | 談山神社拜殿     | 87×152     |
|      |      | 1930年5月21日    | 丙拾圓券   | 和氣清麻呂                | 護王神社         | 81×142     |
|      |      | 1930年3月1日     | 丁五圓券   | 菅原道真 北野神社         | 彩紋             | 76×132     |
|      |      | 1930年1月11日    | 乙百圓券   | 聖德太子 法隆寺夢殿       | 法隆寺           | 93×162     |
|      |      | 1927年4月25日    | 乙貳百圓券 | 彩紋                      | 沒有印刷         | 73×123     |
|      |      | 1917年11月20日   | 甲貳拾圓券 | 菅原道真                  | 北野神社         | 86×149     |
|      |      | 1916年12月15日   | 丙五圓券   | 武內宿禰 宇倍神社         | 彩紋             | 73×130     |
|      |      | 1915年5月1日     | 乙拾圓券   | 和氣清麻呂 護王神社       | 彩紋             | 89×139     |
|      |      | 1910年9月1日     | 乙五圓券   | 菅原道真                  | 北野神社         | 78×136     |
|      |      | 1900年12月25日   | 甲百圓券   | 藤原鎌足 談山神社         | 日本銀行         | 104×180    |
|      |      | 1899年10月1日    | 甲拾圓券   | 和氣清麻呂 護王神社       | 豬               | 96×159     |
|      |      | 1899年4月1日     | 甲五圓券   | 武內宿禰 宇倍神社         | 彩紋             | 85×146     |
|      |      | 1891年11月15日   | 改造百圓券 | 藤原鎌足                  | 彩紋             | 130×210    |
|      |      | 1890年9月12日    | 改造拾圓券 | 和氣清麻呂                | 彩紋             | 100×169    |
|      |      | 1888年12月3日    | 改造五圓券 | 菅原道真                  | 彩紋             | 95×159     |
|      |      | 1885年9月8日     | 舊百圓券   | 大黑像                    | 彩紋             | 116×186    |
|      |      | 1885年5月9日     | 舊拾圓券   | 大黑像                    | 彩紋             | 93×156     |
|      |      | 1886年1月4日     | 舊五圓券   | 彩紋                      | 大黑像           | 87×152     |

- （*於1945年4月16日開始使用、**於1945年8月16日開始使用、***於1945年8月17日開始使用）

### 註
券名的第一個字為根據發行時期的紙幣分類記號。近代多以英文字母，稱為A券、B券等等。昭和時代初期之前使用「甲乙丙丁」順序；二次大戰中則為「いろは」順序，戰後才開始使用英文字母順序。

### 未發行紙幣
- 1927年3月日本出現金融危機（通稱昭和金融恐慌），銀行發生擠兌，大藏省便緊急印製了甲五拾圓券來應付需求，但最終因擠兌已被平息而停止發行。不過，同時期印製的乙二百圓券實際上卻有發行。
- 第二次世界大戰時印製的は拾圓券、い一千日圓券、い五百日圓券，因印刷粗劣且沒有大藏省批示，最後沒有發行。
- 終戰後，A千圓券和A五百圓券本來預備跟其他A券一起發行，但盟軍最高司令官總司令部（GHQ）認為高面額鈔票會助長通脹而臨時不予發行。
- 使用甲一千圓原版及「兌換銘文（此券引かへに金貨千圓相渡可申候也）」（憑本券可兌換金幣一千日圓）字樣未取消（當時日本銀行券已經是不兌換紙幣，仍然印這句其實是不對的）之A一千日圓券亦未能發行。另外，雖然這些A一千日圓券後來被更改成新設計，但是因為GHQ方面的禁止，因此A一千日圓券的設計改由A十日圓券使用。

## 曾成為日本銀行券肖像的人物（現在有效的紙幣）
- 二宮尊德（A一日圓券）
- 武內宿禰（改造一日圓券等）
- 高橋是清（B五十日圓券）
- 板垣退助（B一百日圓券）
- 伊藤博文（C一千日圓券）
- 聖德太子（A一百日圓券、B一千日圓券、C五千日圓券、C一萬日圓券）
- 岩倉具視（B五百日圓券、C五百日圓券）
- 福澤諭吉（D一萬日圓券、E一萬日圓券）
- 新渡戶稻造（D五千日圓券）
- 夏目漱石（D一千日圓券）
- 紫式部（D二千日圓券 ※只是屬於背面圖案一部份，並不作為紙幣肖像）
- 樋口一葉（E五千日圓券）
- 野口英世（E一千日圓券）
- 澀澤榮一（新款一萬日圓券）
- 津田梅子（新款五千日圓券）
- 北里柴三郎（新款一千日圓券）

## 關連項目
- 硬幣
- 日圓

## 外部連結
- 日本銀行 （页面存档备份，存于）(日語)
- 日本國立印刷局 （页面存档备份，存于）(日語)
- 紙幣及硬幣資料館 > 日本銀行券 (個人網站)(日語)
- （新）近現代・日本的貨幣 (個人網站)(日語)
- OSATSU.NET -追蹤你的錢幣。(日語)